# Hippodrome de Capannelle
 (avril 2025).
L'Hippodrome de Capanelle est un hippodrome de Rome, le plus ancien d'Italie, situé Zona Capannelle, dans l'Agro Romano, sur la Via Appia Nuova.

## Description et histoire
Inauguré en 1881, l’hippodrome de Capannelle a été reconstruit en 1926. Jusqu'en mars 2014, il n'y avait que des courses de galop, de plat et d'obstacles; puis des courses de trot ont également été initiées, sur une nouvelle piste construite à cet effet, après la fermeture exclusive de l'hippodrome pour le trot (Tor di Valle). Il n’est pas rare que s'y pratiquent des compétitions sportives d’autres types, telles que le cricket, pour lesquelles un espace spécial est aménagé, avec une petite tribune de 60 places.
Il accueille souvent de grands événements de divertissement, tels que des spectacles de cirque et des concerts de musique populaire.
Le toponyme Capannelle (« petites cabanes ») de la localité provient du fait qu'au XIXe siècle, à la jonction voisine de la Via Appia Nuova et de la Via Appia Pignatelli, il y avait deux cabanes (capanna) caractéristiques de la campagne romaine, faites de bois et de branches, où les voyageurs pouvaient se rafraîchir.

## Courses
- Premio Regina Elena
- Derby Italiano
- Premio Presidente della Repubblica
- Gala International du Trot
- Premio Tudini
- Premio Roma
- Grand Steeple Chase de Capanelle - course transférée à Merano après le démantèlement de la piste d'obstacles au profit de celle du trot [1].

## Galerie d'images

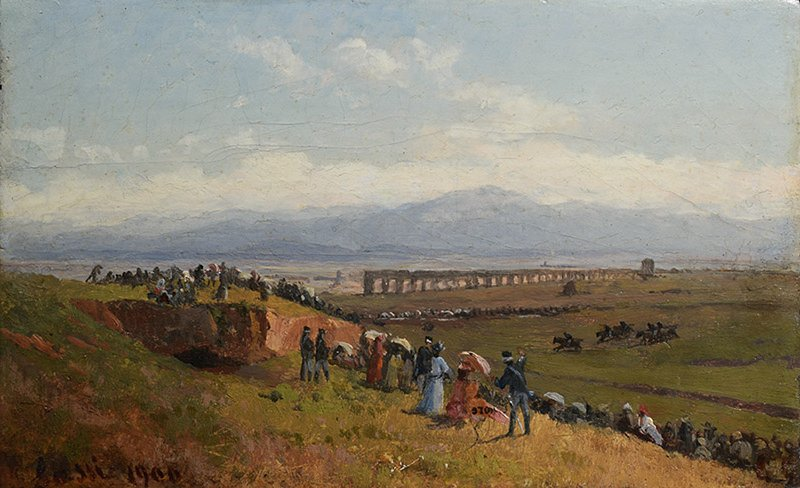
Pietro Sassi, Sur l'hippodrome de Capannelle, 1900
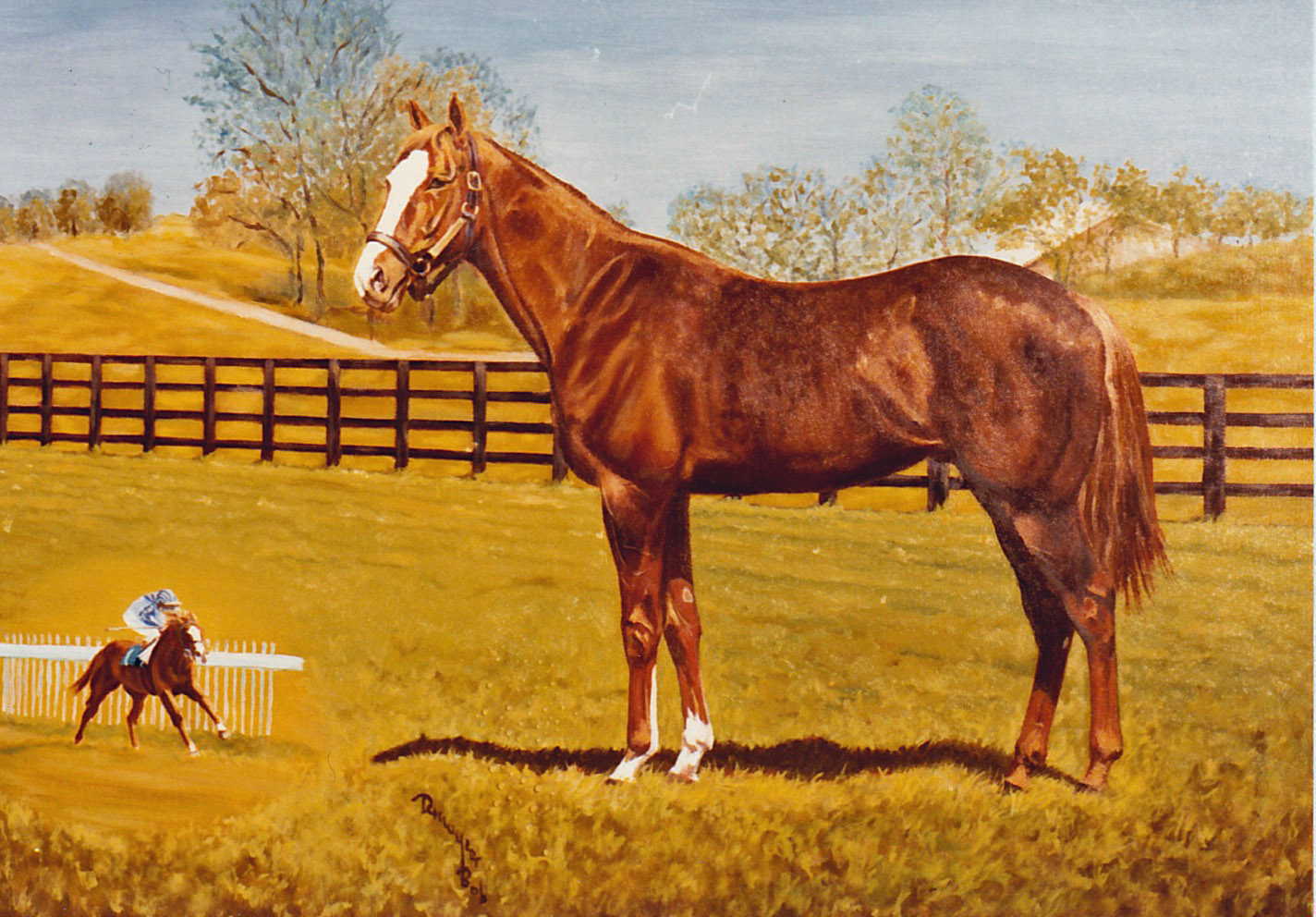
Bob Demuyser (1920-2003), Nortjet, lauréat du prix Tudini en 1981, huile sur toile
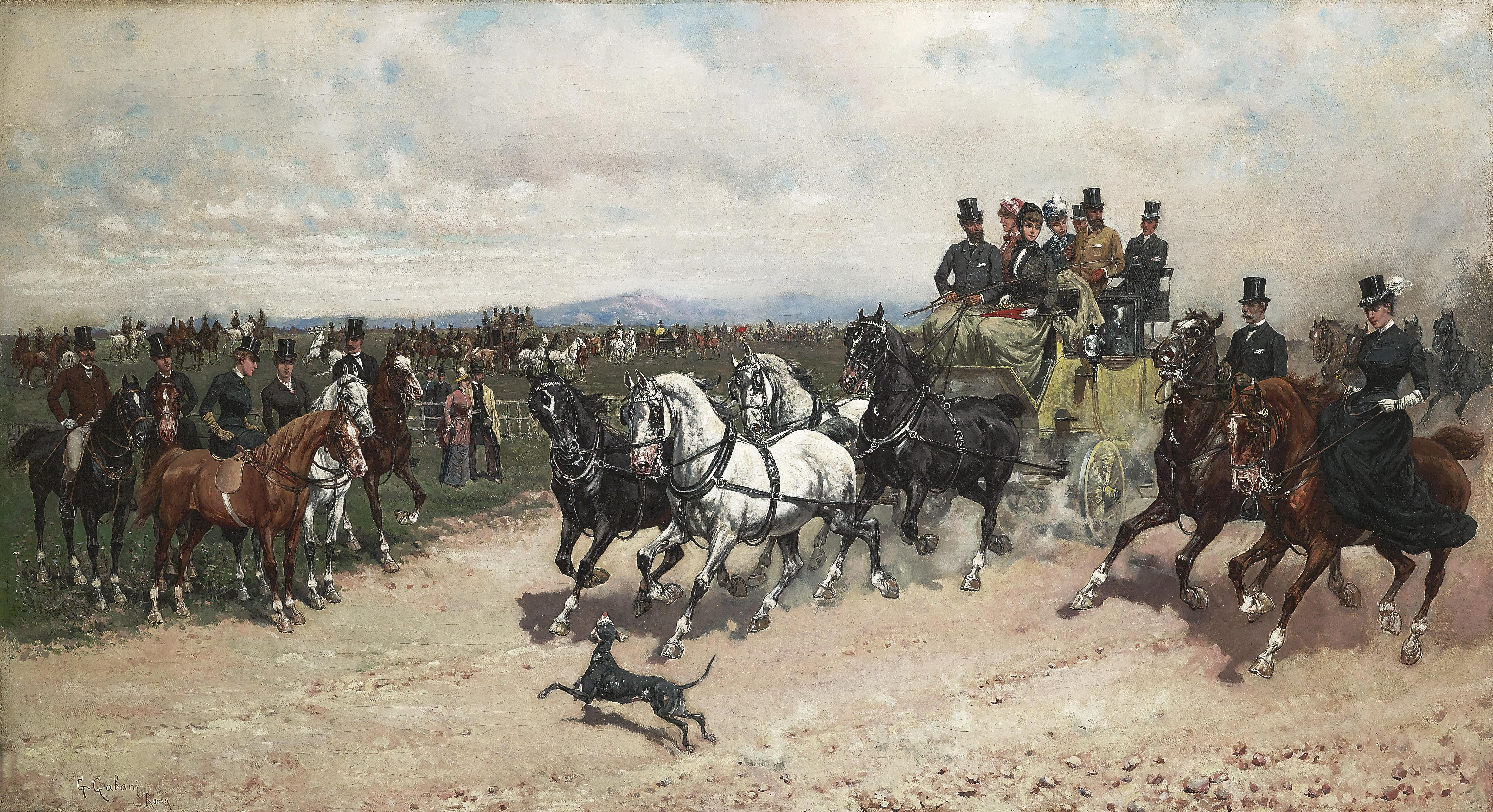
Giuseppe Gabani, Le retour de la Capannelle, 1899